# Priorij Scharn
De Priorij Scharn, ook wel Klooster Mariënbron of Augustinessenklooster van Scharn, later bekend als Hof van Sinnich, Het Kerkske(n) of Kerkskenshoeve , is een niet meer bestaande priorij of klooster van augustijner koorvrouwen in Scharn, tegenwoordig gelegen in de Nederlandse stad Maastricht. Het vrouwenklooster bestond ongeveer een eeuw, van 1145 tot 1246 en werd daarna verplaatst naar het klooster van Sinnich. Het waarschijnlijk meermaals herbouwde gebouwencomplex is na een brand in 1852 niet meer herbouwd.

## Geschiedenis

### Augustijnen en augustinessen
De kloosterorde der augustijnen is waarschijnlijk in de elfde eeuw ontstaan, aanvankelijk als kluizenaarsorde, vanaf 1256 door paus Alexander IV erkend als reguliere bedelorde. De augustijner koorheren (Latijn: Canonici Regulares Sancti Augustini, afgekort CRSA of CanReg) waren reguliere kanunniken, leden van een religieus sticht, die in tegenstelling tot seculiere kanunniken in een kloostergemeenschap samenleefden, de priesterwijding hadden ontvangen en de orderegel van Augustinus van Hippo navolgden (de ordo antiquus of de ordo novus).
De vrouwelijke tak of tweede orde werd gevormd door augustijner koorvrouwen. Zij hadden weliswaar geen priesterwijding ontvangen, maar hadden wel plechtige kloostergeloften afgelegd, in tegenstelling tot de vele derde ordeleden of tertiarissen, die 'slechts' eenvoudige geloften aflegden. Zij hielden zich net als de augustijner koorheren bezig met het koorgebed en voorzagen daarnaast in hun eigen onderhoud.

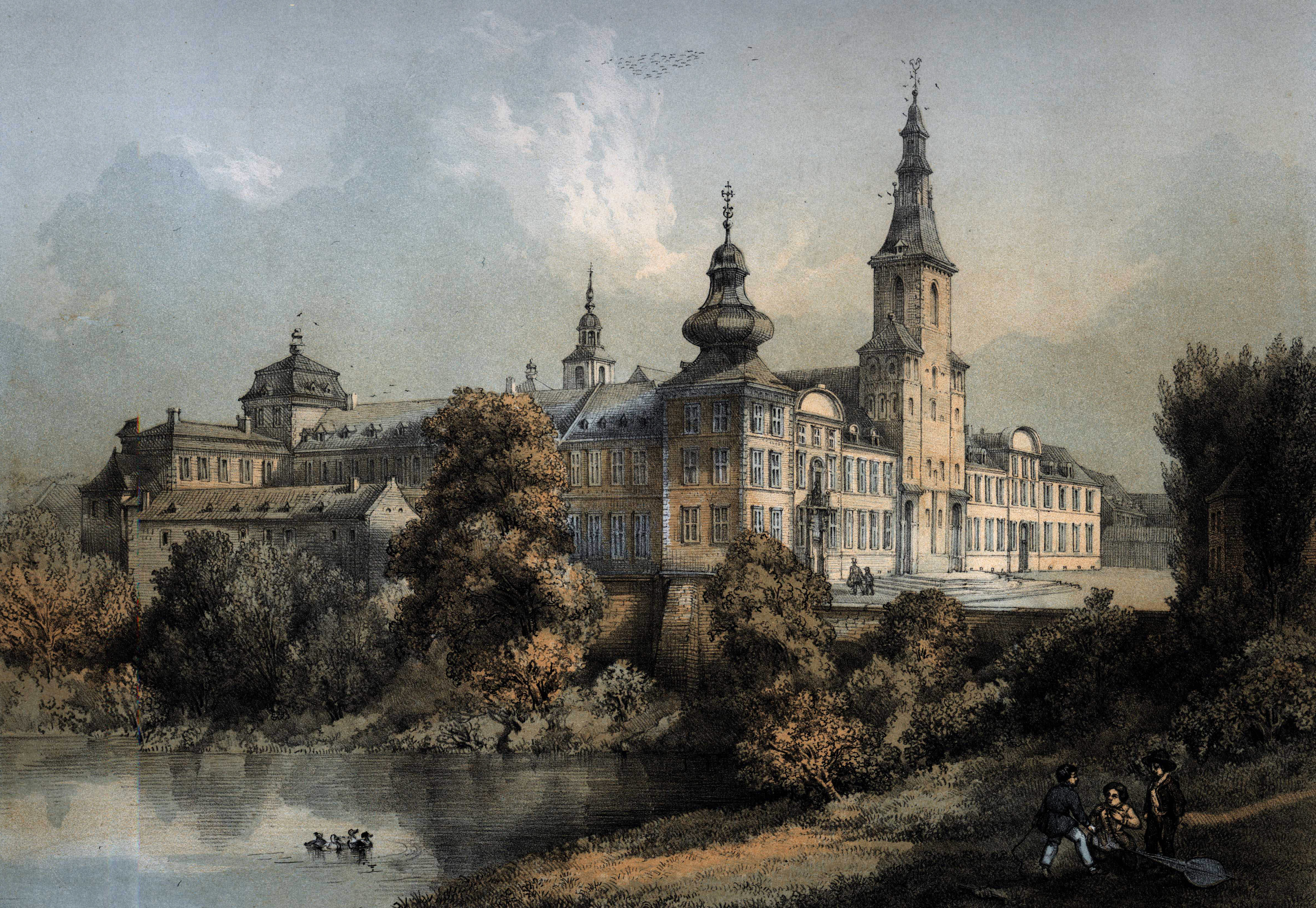
Rolduc (Alexander Schaepkens, 1852)

### Rolduc en de aanwezigheid van vrouwen
De Abdij Rolduc werd in 1104 gesticht door Ailbertus van Antoing op een stuk land bij Kerkrade in het toenmalige Land van Rode. De grond was hem geschonken door Adalbert van Saffenberg. De abdij fungeerde enige tijd als familieklooster van de Van Saffenbergs. In 1119 werd het een klooster voor augustijner koorheren. Het aantal koorheren bedroeg circa 40. De abdij was oorspronkelijk een dubbelklooster, dat openstond voor zowel mannen als vrouwen, maar dat leverde al snel problemen op. Getracht werd het probleem op te lossen door de vrouwen te huisvesten op enige afstand van de abdij, nabij de dorpskerk van Kerkrade, maar ook dat werd niet door iedereen geapprecieerd.
Een oplossing werd gevonden toen zich de mogelijkheid voordeed om in het kerngebied van de Van Saffenbergs in het Ahrdal een nieuw vrouwenklooster te stichten, het Klooster Marienthal (1137-1794). Toch werden er later weer vrouwen toegelaten tot Rolduc, zowel in de abdij zelf, als bij de dorpskerk in Kerkrade.

### Stichting, bloei en einde van de priorij
In 1145 schonk de edelman Adelbert van Scharn (ca. 1110-na 1168), ook namens zijn echtgenote, genaamd Van Ellenburg, en hun zoon Johan, een deel van zijn goederen aan Erpo, abt van Rolduc. De schenking betrof een kapel en een hoeve te Scharn en daarnaast nog 18 bunder land op de Dousberg ("monte Dusenberg"). De schenking werd door abt Erpo gebruikt voor de stichting van een augustinessenklooster te Scharn. Volgens de Annales Rodenses was de stichting van het vrouwenklooster niet geheel volgens de wens van de schenker, die eigenlijk alleen maar wilde dat er in de kapel te Scharn missen zouden worden opgedragen door een priester van Rolduc. Ook de koorheren zelf zouden weinig op hebben gehad met de plannen van hun abt. Adelbert verkreeg de voogdij over het vrouwenklooster.
Het klooster te Scharn (Scarnen, Scarnis, Scarnia) wordt in verschillende akten uit de twaalfde en dertiende eeuw genoemd. Daaronder bevindt zich een ongedateerde schenking, waarschijnlijk omstreeks 1180, van de Maastrichtse convers (lekenbroeder) Bertold Snabbo, elders Bertoldus Snabbe genoemd. Hij schonk aan het klooster diverse hofsteden in Maastricht en regelde tevens de bestemming van de te innen cijnsen. Een andere akte uit 1214 of 1215 vermeldt schenkingen van goederen te Aken, onder andere aan de vrouwenconventen te Rolduc en Scharn. Daaruit kan worden opgemaakt dat niet alle vrouwen Rolduc voor Scharn hadden verruild (wat bevestigd wordt in de Annales Rodenses). De schenking aan het klooster te Scharn betrof een huis gelegen buiten de Burtscheiderpoort in Aken. Van andere schenkingen zijn geen akten bewaard, maar worden wel vermeld in de Annales Rodenses. Zo schonk Warner, genaamd de Rossige, in 1150 een hoeve en landerijen te Niedermerz en Bettenhoven aan het klooster, "samen met de drie dochters die hij had; die hebben allen het kloosterkleed aangenomen en zijn in Scharn bij de zusters geplaatst". De Maastrichtse geestelijke Udelricus schonk in 1152 een som geld aan Rolduc en daarnaast "zoveel andere dingen" (et alia quamplurima) aan de zusters te Scharn.
De priorij van Scharn lag vlak bij de Oude Akerweg, een oude en belangrijke verbindingsweg tussen Maastricht en Aken (tegenwoordig Bemelerweg-Keerderstraatje). De burcht van de ridders van Scharn lag min of meer om de hoek (zie Huis te Scharen). Tussen het kasteel en het klooster liep echter een grens: het kasteel lag in Heer, een van de elf banken van Sint-Servaas, eigendom van het Sint-Servaaskapittel; het klooster lag in het Land van Valkenburg en viel onder de hoofdbank Meerssen. De officiële naam van het klooster zou Mariënbron (Latijn: Fons Beate Marie) zijn geweest, een naam die later werd meegenomen naar Sinnich. Over het functioneren van de priorij is vrijwel niets bekend. Aangenomen wordt dat de bewoonsters dezelfde kloosterregel volgden als hun mannelijke collega's in Rolduc. Dat was in elk geval zo in het acht jaar eerder vanuit Rolduc gestichte vrouwenklooster Marienthal. De zusters mochten uit hun midden een overste voordragen, die door de abt van Rolduc bevestigd moest worden. Enkele namen van priors zijn bekend: Arnoldus, prior de Scarnen (genoemd in 1211/1212), Adulphus, prior de Scarnis (1223/1224) en Cornelius, prior Scarnensis (1233). Van die laatste staat vast dat hij kanunnik van Rolduc was, hetgeen vrijwel zeker ook voor de andere priors van Scharn gold (zoals dat na 1246 ook voor de priors van Sinnich zou gelden).
De priorij werd in 1246 opgeheven, toen de zusters verhuisden naar het eveneens vanuit Rolduc gestichte Klooster van Sinnich, feitelijk ook een priorij. De verhuizing naar Sinnich en de overheveling van bezittingen naar de nieuwe priorij werd geregeld in een viertal bewaard gebleven akten, waaronder de pauselijke goedkeuring door paus Innocentius IV vanuit zijn vluchtoord Lyon in 1246. Over de reden van de verhuizing is weinig met  zekerheid bekend. Vermeld wordt slechts dat het "in overeenstemming was met het bevel van de hertog van Limburg en zijn vijf dienaren" (dapiferi) en dat het "ter ere van God en voor hun eigen voordeel was". Mogelijk had de verplaatsing te maken met het feit dat Sinnich in het hertogdom Limburg lag en Scharn niet; Rolduc lag in het Land van 's-Hertogenrade, dat sinds 1136 een personele unie vormde met Limburg. Geopperd is ook dat de zusters in Scharn last hadden van personen die in Maastricht voor een gesloten stadspoort kwamen te staan.

### Pachthoeve van Sinnich

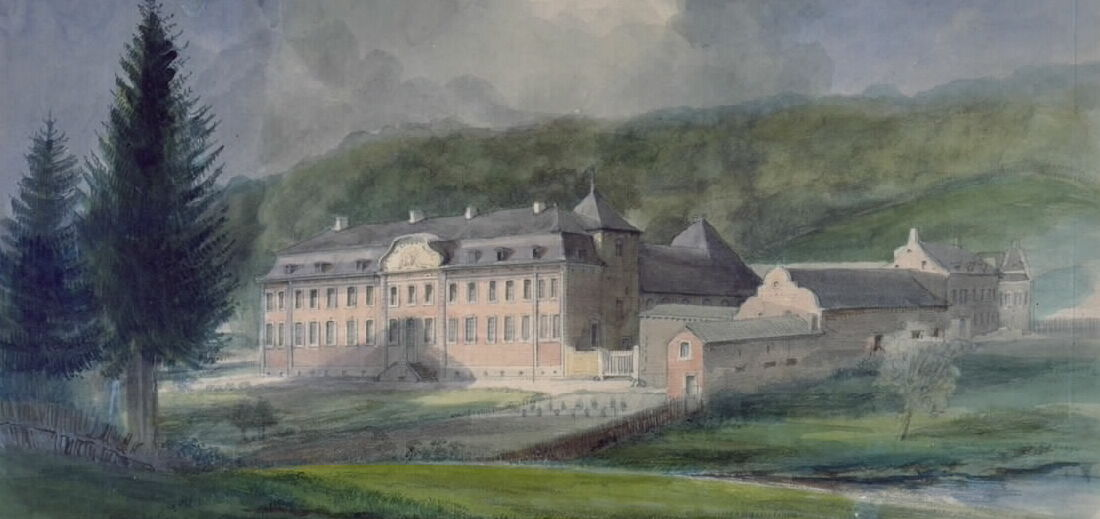
Klooster van Sinnich (Alexander Schaepkens, 19e eeuw)

De voormalige priorij van Scharn bleef tot aan het einde van het ancien régime in bezit van Sinnich. De hof werd door de zusters verpacht als "Hof van Sinnich te Scharn". In de kapel werden nog tot in de 16e eeuw missen opgedragen ten gerieve van de omwonenden. Mogelijk is in die periode de lokale benaming "Het Kerkske(n)" ontstaan.
In 1432 werd de hoeve (toen ca. 50 bunder groot) verpacht aan een zekere Rutten uit Epen. De pachtprijs die hij jaarlijks in natura aan het klooster betaalde bedroeg 32 mud rogge, 24 bossen "peyen" (wortelen), bedoeld voor de varkens van het klooster, een kar "unne" (uien), te leveren vóór Vastenavond, met Pasen 200 eieren, en 40 grote bossen brandhout. Daarnaast verplichtte hij zich tot het leveren van hand- en spandiensten. In 1779 was Christianus Frijns pachter van de hoeve.
De Hof van Sinnich heeft ongetwijfeld meerdere belegeringen moeten doorstaan. In 1486 zou het goed door Luikse troepen onder leiding van de graaf van Arenberg zijn verwoest. Later werd het echter weer opgebouwd, inclusief de kapel. Bij het beleg van Maastricht van 1632 werd met name in de omgeving van Amby hevig slag geleverd. Ook bij andere belegeringen lag Het Kerksken net binnen of buiten de circumvallatielinie.

### Franse tijd en later

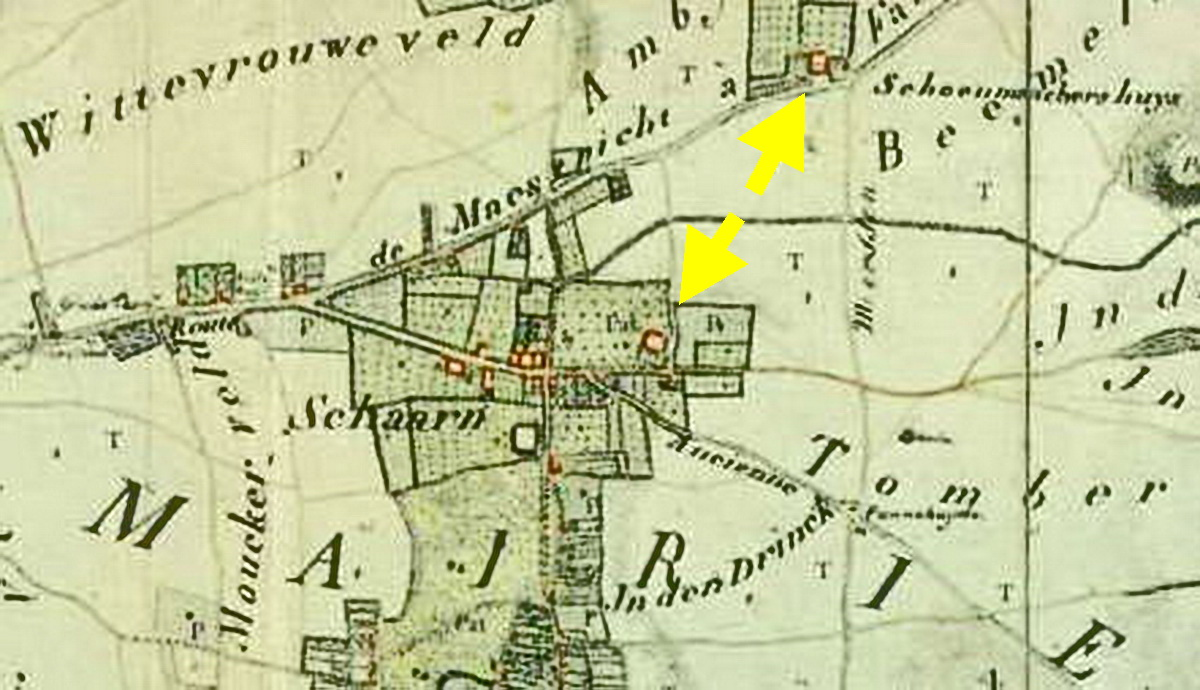
Detail van de Tranchotkaart (1828) met de omgeving van Scharn ("Schaarn"). Bij de gele pijlen de Kerkskenshoeve en de Withuishof, hier "Schoenmaekershuys" genoemd

In de Franse tijd werden alle kerkelijke goederen door de Franse overheid onteigend en als domeingoed verkocht. Dat gebeurde ook met de voormalige priorij van Scharn en de bijbehorende 74 bunder land. Opmerkelijk is dat op 28 september 1798 de gebouwen en een deel van de landerijen werden toegewezen aan ene C.J. Reul, oud-rentmeester van het klooster te Sinnich, als gevolmachtigde van de uit hun klooster verjaagde zusters. Zij kochten dus zelf hun bezit in Scharn weer terug.
Op de gedigitaliseerde kadasterkaart van 1842 is af te lezen dat de voormalige Hof van Sinnich met omliggende landerijen tot het omvangrijke bezit behoorde van de weduwe Schoenmaeckers-Sleypen. Maria Anna Sibylle Sleypen (1768-1851) was waarschijnlijk geboren op de Withuishof, slechts enkele honderden meters verwijderd van Het Kerkske. In 1792 trouwde ze met Martin Jacob Schoenmaeckers. Drie jaar later trouwde haar zuster met een broer van Schoenmaeckers. De families Sleypen en Schoenmaeckers stonden in de Franse tijd bekend als strategische opkopers van voormalig kerkelijk en adellijk goed. Door de huwelijken van Maria Anna Sibylle en haar zuster vloeiden geld en goederen samen in één familie, waardoor een 'vastgoedimperium' ontstond "dat zijn weerga in Zuid-Limburg niet kende".
Omstreeks 1850 was de Kerkskenshoeve eigendom van de heer Kicken, die er waarschijnlijk ook woonde. In de nacht van 3 op 4 juni 1852 werd de hoeve door een hevige brand verwoest. De schade bedroeg meer dan 10.000 gulden. Het complex moest als verloren worden beschouwd en werd niet meer herbouwd.

### Andere vestigingen van augustijnen en augustinessen in Maastricht
Rond het midden van de dertiende eeuw, omstreeks dezelfde tijd dat de augustinessen Scharn verlieten, vestigden zich mannelijke augustijnen binnen de stadsmuren van het nabije Maastricht. In 1254 bedienden zij zich van een kapel langs de Maas, vlak bij de enkele decennia later hier gebouwde brug (de huidige Sint Servaasbrug). Het klooster werd gevestigd in enkele aanpalende huizen. Blijkbaar voldeed die behuizing aan het einde van de zestiende eeuw niet meer. In 1586 kregen de augustijnen de beschikking over de kapel van Maria ten Oeveren op de hoek van de Mariastraat, schuin tegenover de oude kapel. Pas in 1609 verwierven ze het eigendom van de kapel en bijbehorende gronden, waarna de bouw van een nieuw klooster en de nog bestaande barokke Augustijnenkerk kon beginnen. De augustijner koorheren vervulden op verschillende plekken in Maastricht priesterlijke taken. Zo lazen ze op maandag de mis bij het begin van de raadsvergaderingen en tweemaal per week in de kerk van de commanderij Nieuwen Biesen van de Duitse Orde. Ook bedienden ze het "Siecken", de leprozerie aan de Scharnerweg (bij de hoek met de Eburonenweg). In 1796 werd het klooster door de nieuwe Franse machthebbers opgeheven. In 1876 en 1922 werden grote delen van het klooster afgebroken. De kerk is sinds 1966 een rijksmonument.
Van 1960 tot 1979 woonden opnieuw augustijnen in Maastricht. Ze vestigden zich in een modern klooster in de naoorlogse woonwijk Malpertuis. De paters waren onder andere actief in het rectoraat van de naastgelegen parochiekerk, de Onze-Lieve-Vrouw-van-Goede-Raadkerk. Tegenwoordig zijn hier de kantoren en oefenruimten van Opera Zuid gevestigd.
Van 1964 tot 2005 was er weer een augustinessenklooster in Maastricht. Het betrof een vestiging van de Zusters Augustinessen van Sint Monica, geen augustijner koorvrouwen dus, maar tertiarissen. De zusters namen het voormalige rooms-katholieke weeshuis op de hoek Lenculenstraat-Verwerhoek in gebruik. Ze hielden zich bezig met crisisopvang van dakloze vrouwen en meisjes (met name ongehuwde moeders), en assisteerden daarnaast in verschillende parochies. Na hun vertrek werd het pand in 2009 verbouwd tot woningen, Hof van Sint-Monica genoemd.

## Ligging en beschrijving gebouwen

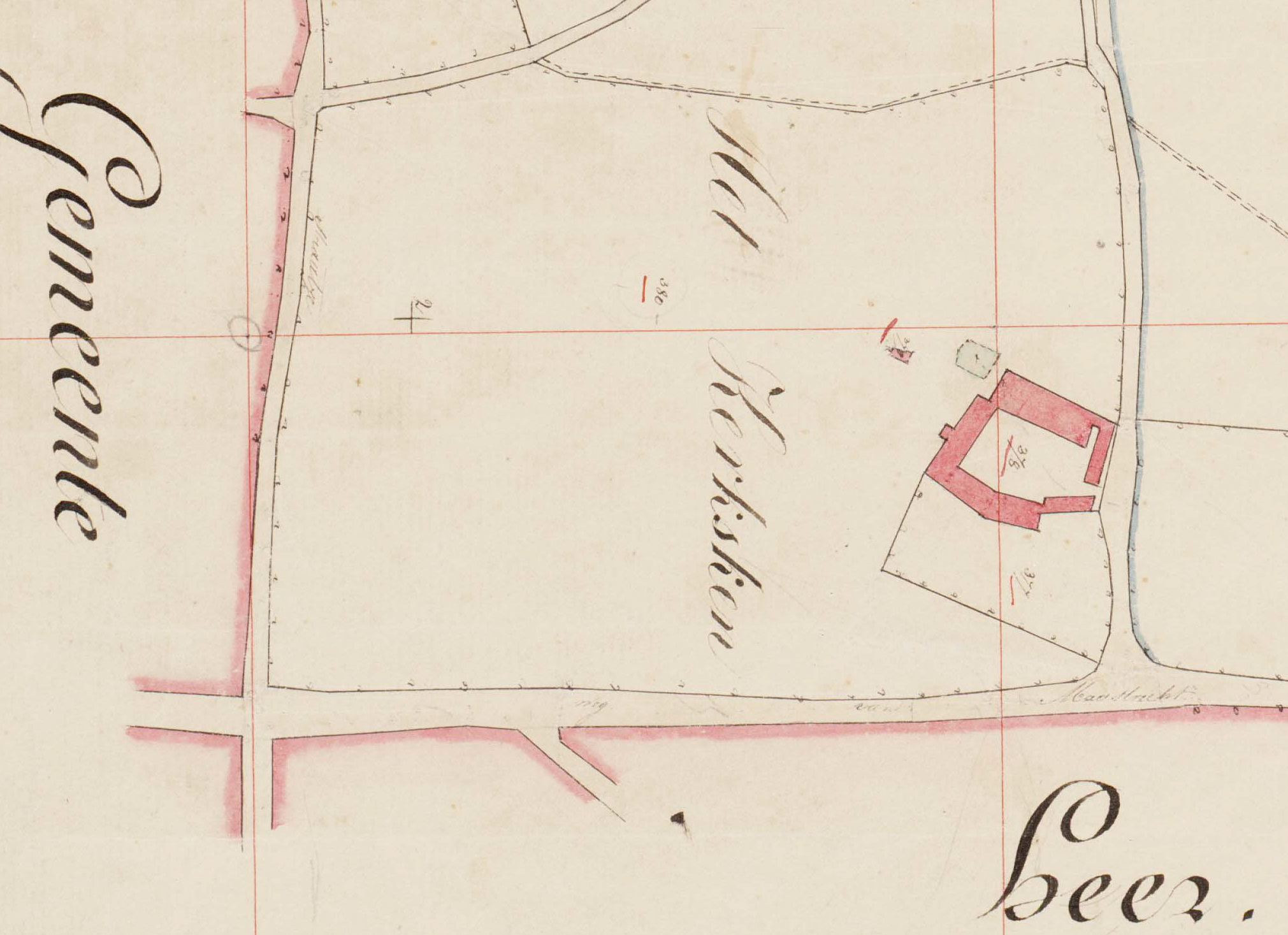
Minuutkaart uit 1830. De Kerkskenshoeve ligt aan de weg Achter het Kerksken, nabij de weg naar Bemelen (onderaan). De rode lijn is de gemeentegrens tussen Amby en Heer

Anno 2023 ligt het terrein waarin zich vermoedelijk de ondergrondse restanten van de middeleeuwse priorij en de latere pachthoeve bevinden, aan de nieuw aangelegde wegen Vijverdalseweg en Bemelergrubbe in de buurt Scharn in de wijk Maastricht-Oost. Van de voormalige vierkantshoeve ligt de noordoostelijke punt onder de rotonde Vijverdalseweg-Bemelergrubbe-Doornlaan; de zuidwestelijke punt ligt onder de nieuwbouw van de Koninkrijkszaal van de Jehova's getuigen aan de Bemelergrubbe 7. De mogelijke restanten van twee bijgebouwen liggen onder het parkeerterrein van een vmbo-school.
Op de minuutkaart van 1830 is de ligging van het goed Het Kerksken nauwkeurig aangegeven. Het perceel lag tussen vier wegen: de verbindingsweg tussen Heer en Amby (de huidige Burgemeester Cortenstraat), de Oude Akerweg (tegenwoordig Bemelerweg) en twee kleinere wegen. De ingang bevond zich vermoedelijk aan de weg die volgens de kunsthistoricus Hans van Agt (1922-2013) begin jaren 1960 nog werd aangeduid als "Achter het Kerksken". De weg is begin jaren 1970 opnieuw aangelegd en heet sindsdien Vijverdalseweg, verwijzend naar het droogdal dat hier ligt.
De oudste afbeelding van de kapel staat mogelijk op een militaire kaart van het Beleg van Maastricht (1632). Daarop is bij Scharn ("Scharen") een klein kerkje te zien, min of meer op de juiste locatie. Het valt te betwijfelen of deze schets waarheidsgetrouw is. Op de minuutkaart van 1830 is de hoeve ingetekend als een min of meer rechthoekig gebouwencomplex rondom een binnenhof, in feite een typisch voorbeeld van een Limburgse vierkantshoeve. Ten noordwesten van het hoofdgebouw bevinden zich twee kleinere bouwwerken. Het kleinste daarvan, tevens het verst van het hoofdgebouw gelegen, is volgens de gedigitaliseerde kadasterkaart 1842 (gebaseerd op de minuutkaart uit 1830) een bakhuis. Het andere bijgebouw, waarvan slechts de contouren (gestippeld) zijn aangegeven, zou een kapel kunnen zijn geweest, die toen al in ruïneuze toestand verkeerde.

## Erfgoed, archieven, toponiemen, straatnamen
Van de gebouwen en inventaris van de priorij in Scharn is voor zover bekend niets bewaard gebleven. Mogelijk is een deel van de kerk- en kloosterinventaris in 1246 meegenomen naar Sinnich. De kans dat iets daarvan de diverse moderniseringsgolven en de secularisering in de Franse tijd heeft overleefd, moet klein worden geacht. Voor zover bekend hebben op het terrein aan de Vijverdalseweg nooit archeologische opgravingen plaatsgevonden. Dat is jammer, aangezien zelfs een schamel restant van de fundamenten van het twaalfde-eeuwse klooster interessante gegevens zou kunnen bevatten. De priorij van Scharn werd gesticht in een periode van culturele bloei in het Luiks-Limburgse Maasland. Maastricht was in de tweede helft van de twaalfde eeuw een cultureel centrum met een grote uitstraling. Het onderzoek naar een lang over het hoofd gezien vrouwenklooster uit die tijd in de periferie van de stad is zonder meer belangwekkend.
Belangrijke archiefstukken betreffende de Priorij Scharn en de Hof van Sinnich bevinden zich in het Historisch Centrum Limburg te Maastricht (archief van de abdij Kloosterrade) en het Rijksarchief te Hasselt (archief Abdij van Sinnich). De eerstgenoemde instelling bezit onder andere het manuscript van de Annales Rodenses en het origineel van de pauselijk goedkeuring voor de verhuizing in 1248. Het Hasselts archief bezit de oorspronkelijke schenkingsakte uit 1145, diverse oorkonden met betrekking tot de verhuizing naar Sinnich en de administratie van het beheer van de hof in Scharn. Een gedetailleerde tekening van de Kerkskenshoeve door de negentiende-eeuwse kunstenaar en amateurhistoricus Alexander Schaepkens (1815-1899) zou zich in een particuliere collectie bevinden.
De veldnaam "Het Kerksken" is met de bebouwing van dit deel van Scharn in de jaren 1970 en 80 verdwenen. Omstreeks 1990 gebruikte de gemeente Maastricht het toponiem in de besluitvorming rond het bestemmingsplan Scharn-Het Kerksken/In den Drink (aanleg Vijverdalseweg). Van de Venne vermeldde de in zijn tijd (1958) al lang geleden verdwenen straatnaam "Kerckerweg" en tevens een "Hof aan de Kerken", waarmee mogelijk de Kerkskenshof werd bedoeld. De door Van Agt (1962) vermelde veldwegnaam "Achter het Kerksken" werd hierboven al genoemd. In 1954 introduceerde de toenmalige gemeente Heer drie straatnamen die aan de priorij herinneren: Kapelstraat, verwijzend naar de kapel met hoeve en landerijen, die in 1145 aan de Abdij Rolduc werd geschonken; Kloosterstraat, verwijzend naar het vrouwenklooster dat abt Erpo bij de kapel stichtte; en Adelbert van Scharnlaan, genoemd naar de schenker.